# W-9
W-9 — тральщик Імперського флоту Японії, який взяв участь у Другій світовій війні.
Корабель, який належав до типу W-7, спорудили у 1939 році на верфі ВМФ у Майдзуру.
З червня 1941-го корабель належав до 21-го дивізіону тральщиків. Напередодні вступу Японії у Другу світову війну W-9 перейшов з метрополії до Мако (важлива база ВМФ на Пескадорських островах у південній частині Тайванської протоки), а 7 грудня вийшов звідси із завданням супроводжувати загін, що мав висадити допоміжний десант на півночі філіппінського острова Лусон. Висадка відбулася в ніч проти 10 грудня у Вігані.
15 грудня 1941-го тральщик вже був на острові Амаміосіма (центральна група архіпелагу Рюкю), звідки 17—25 грудня супроводив транспорти, які висадили інший допоміжний десант на східному узбережжі Лусону в затоці Ламон-Бей.
26—31 грудня 1941-го W-9 пройшов до Давао (порт на південному узбережжі острова Мінданао), звідки вийшов 9 січня серед числених кораблів ескорту, які супроводжували транспорти з десантом до Менадо на північно-східному півострові острова Целебес. Десантування успішно відбулося в ніч проти 11 січня. 21 січня тральщик рушив для супроводу десанту до Кендарі (південно-східний півострів Целебесу), який висадили 24 січня.
У наступні кілька діб W-9 побував у Давао, звідки ескортував кілька транспортів до якірної островів Бангка (неподалік від Менадо), потім повернувся до Кендарі і 29 січня 1942-го вирушив звідси, супроводжуючи транспорти з військами, що мали заволодіти островом Амбон (Молуккські острови). Цього разу гарнізон союзників чинив опір кілька діб, а W-9 2 лютого під час траління підірвався на міні, вибухнув та затонув.